# 卡舒埃里尼亞 (托坎廷斯州)
06°07′19″S 47°55′19″W / 6.12194°S 47.92194°W
卡舒埃里尼亞（葡萄牙語：Cachoeirinha）是巴西的城鎮，位於該國中部，由托坎廷斯州負責管轄，面積352平方公里，海拔高度190米，2010年人口2,148，人口密度每平方公里6.1人。